# Evangelische Kirche Niederwenigern

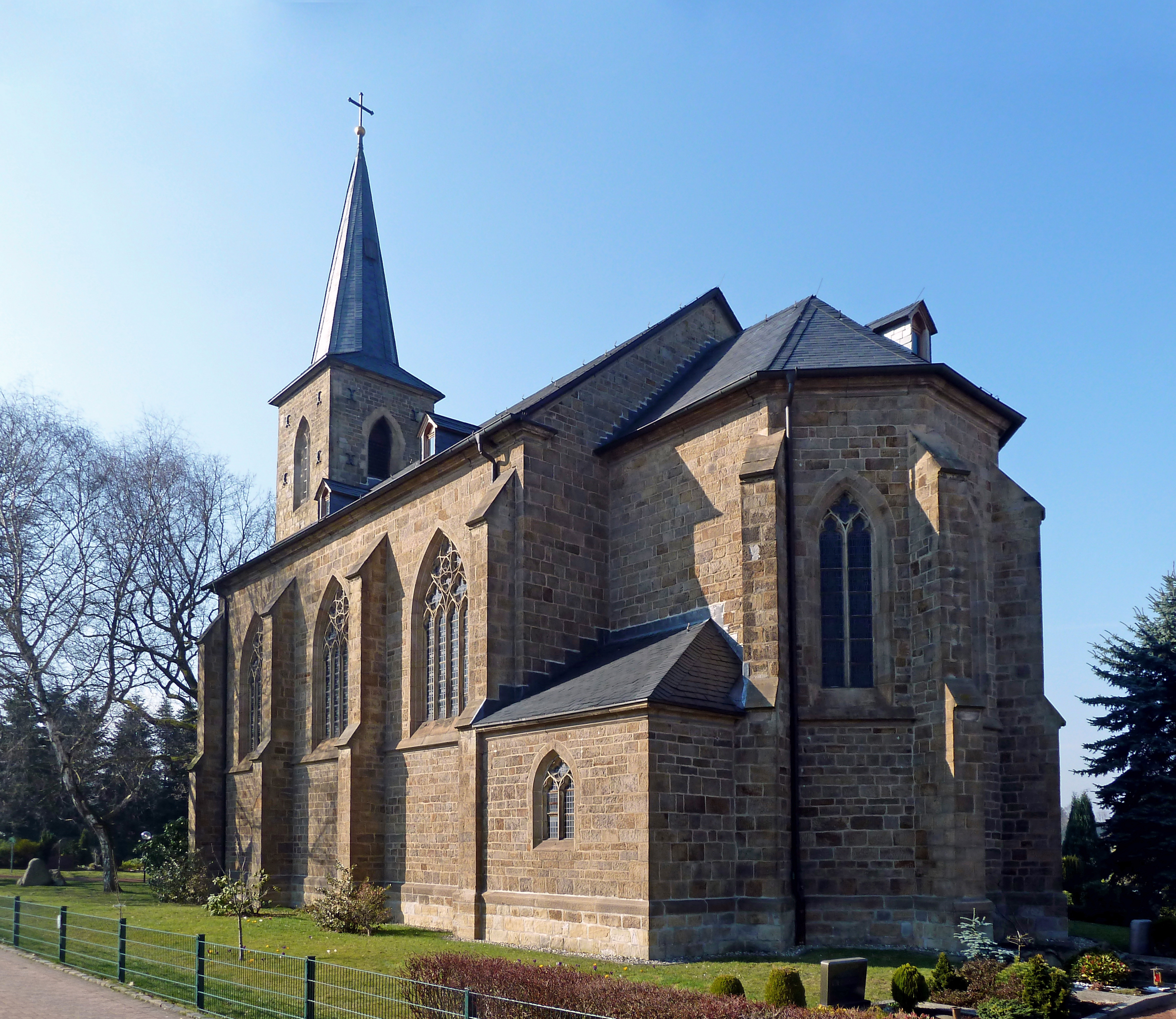
2011

Die Evangelische Kirche Niederwenigern befindet sich am Justinenweg 2 unweit der Burgaltendorfer Straße im Stadtteil Niederwenigern von Hattingen.

## Geschichte
Die evangelische Kirchengemeinde bestand seit dem späten 16. Jahrhundert, war aber eine Diasporagemeinde. Da ihr die Mitnutzung der römisch-katholischen Mauritiuskirche ab 1672 verweigert wurde, fanden die Gottesdienste zuerst in einem Anbau im Pfarrhaus statt. 1751 wurde eine Kirche gebaut, die eher wie eine Scheune aussah und keine Glocken hatte. Nachdem durch Bergbau und Industrialisierung die stark angestiegen war, wurden die Ortsteile Hinsbeck (heute Essen-Kupferdreh) und Byfang 1875 abgetrennt. Dennoch entschied man sich dazu, auch in Niederwenigern zum Bau einer größeren Kirche. Die Baukosten von 30.660 Mark wurden je zur Hälfte durch Kredite und durch Spenden finanziert.

## Beschreibung
Errichtet wurde die Hallenkirche aus Ruhrsandstein im Stil der Neugotik in den Jahren 1874 bis 1875 nach den Plänen des Architekten Fischer aus Voerde. Die Pläne wurden vom Arnsberger Regierungsbaurat Buchholz dahingehend verändert, dass eine Breite des Seitenschiffs gewählt wurde, die bei weiterem Wachstum der Gemeinde den Einbau von Seitenemporen ermöglicht. Eingeweiht wurde die Kirche, die einen kleinen scheunenartigen Vorgängerbau ersetzte, im Juli 1875. Sie steht heute unter Denkmalschutz. Der Friedhof Niederwenigern grenzt an sie an. Die Gemeinde zählt zum Kirchenkreis Hattingen-Witten, Evangelische Kirche von Westfalen.
In der Kirche befindet sich eine Statue des auferstandenen Christus im Chorraum in einer einladenden Geste („Kommt her zu mir, alle, die ihr mühselig und beladen seid; ich will euch erquicken.“ Matthäus 11, 28). Sie ist eine verkleinerte Kopie des vom dänischen Bildhauer Bertel Thorvaldsen geschaffenen Originals in der Frauenkirche zu Kopenhagen.
Das Mittelfenster im Chorraum, das 1953 von dem Künstler J. von Overheidt geschaffen wurde, zeigt die Symbole der vier Evangelisten. Das kleine Fenster über der Eingangstür ist noch ein altes Fenster von 1875, die anderen Fenster stammen aus der Nachkriegszeit.
Die mechanische Orgel stammt von Ibach und hat 17 Register.
Das dreistimmige Gussstahlgeläut erklingt in a', h' und d'' und wurde 1874 gegossen.